# 田村聖子
田村 聖子（たむら せいこ、9月25日 - ）は、日本の女性声優。東京都出身。アーツビジョン所属。

## 人物
かつては九プロダクションに所属していた。
趣味・特技は日本舞踊。

## 出演
太字はメインキャラクター。

### テレビアニメ
2003年
- ポポロクロイス（母親）
- 無限戦記ポトリス（トルーパーB、トルーパーたち、ポトリス市民たち、娘ポトリスたち、通信兵、子供、市民たち、民兵たち、サンドス）

2004年
- NARUTO -ナルト-（子供）
- 魔法少女隊アルス（マグナ、チグサ、エル）
- 焼きたて!!ジャぱん（2004年 - 2005年、観客、ピエロ少年〈ちびピエロ〉

2007年
- 古代王者 恐竜キング Dキッズ・アドベンチャー（2007年 - 2008年、エース、タルボーンヌ、ボルトス）- 2シリーズ
- 天才? Dr.ハマックス（重役B）
- レ・ミゼラブル 少女コゼット（プーゴン）

2008年
- ポルフィの長い旅（オルガ）

2009年
- こんにちは アン 〜Before Green Gables（ジョアンナ・トーマス）

2012年
- NARUTO -ナルト- 疾風伝（林檎雨由利）

2014年
- 極黒のブリュンヒルデ（おばあさん）
- 神撃のバハムート GENESIS（酒場の女A）

2016年
- ガーリッシュナンバー（万葉の母）
- ユーリ!!! on ICE（リリア・バラノフスカヤ）
- わしも（池の女神）

2017年
- タイムボカン24（婦人1）

2018年
- ちおちゃんの通学路（おばあちゃん）
- ゾンビランドサガ（2018年 - 2021年、久中製薬広報部長） - 2シリーズ

2019年
- キャロル&チューズデイ（カトリーヌ）

2021年
- かげきしょうじょ!!（ファンA）

2023年
- 天国大魔境（水橋）

2025年
- アン・シャーリー（ブリュエット夫人）

### OVA
- SUPERNATURAL: THE ANIMATION（2011年、ミズーリ・モズリー）

### ゲーム
2000年代
- ポポロクロイス 月の掟の冒険（2004年、ガウデ〈幼少期〉）
- 死角探偵 空の世界 〜Thousand Dreams〜（2007年、樫埜弘美）

2010年代
- Dragon's Dogma : Dark Arisen（2013年、ポーン女性）
- ゼルダの伝説 トライフォース3銃士（2015年、マダムテーラー、シスターレディ）
- アンチャーテッド 海賊王と最後の秘宝（2016年、エヴリン）
- グランブルーファンタジー（2017年、ドランクのおばあちゃん）

2020年代
- 龍が如く7 光と闇の行方（2020年）
- ドラゴンクエストX（2020年 - 2022年、賢者マリーン） - 2作品

### 吹き替え

#### 映画
- 愛してる、愛してない...
- アクロス・ザ・ユニバース（セディ）
- アスファルト・レーサー
- アナザー・シンプル・フェイバー
- アリゲーター/愛と復讐のワニ人間
- イーオン・フラックス
- イフ・アイ・ステイ 愛が還る場所（キャサリン〈ミレイユ・イーノス〉）
- イルマーレ
- インディ・ジョーンズ/最後の聖戦（エルザ〈アリソン・ドゥーディ〉）※WOWOW・BD版
- イントゥ・ザ・ブルー
- イントゥ・ザ・ブルー2（アズラ〈マーシャ・トマソン〉）
- ウェイバリー通りのウィザードたち ザ・ムービー（テレサ・ルッソ〈マリア・キャナル・バレーラ〉）
- ヴェノム（チェン〈ペギー・ルー〉[10]）
  - ヴェノム:レット・ゼア・ビー・カーネイジ[11]
  - ヴェノム:ザ・ラストダンス[12]
- 宇宙戦争[13]
- エージェント・ゾーハン
- オープン・ウォーター2（ローレン）
- カレンダー・ガールズ
- gifted/ギフテッド（ロバータ・テイラー〈オクタヴィア・スペンサー〉）
- キャンプ・ロック
- キャンプ・ロック2 ファイナル・ジャム（コニー）
- ケイティ
- 50回目のファースト・キス
- ゴッド・ギャンブラー（ザン〈ジョイ・ウォン〉）
- サーティーン あの頃欲しかった愛のこと
- ジェームス・ブラウン 最高の魂を持つ男（ハニーおばさん〈オクタヴィア・スペンサー〉）
- 16ブロック ※ソフト版
- ジャングル・クルーズ（サム〈ベロニカ・ファルコン〉[14]）
- ジュマンジ（トーマス夫人〈ジリアン・バーバー〉、ビリー・ジェサップ）※新盤DVD・BD版
- ジョージアの日記/ゆーうつでキラキラな毎日
- スケルトン・キー（ジル〈ジョイ・ブライアント〉）
- ステップフォード・ワイフ
- ストンプ!（ミシェル）
- Smile スマイル（ヴィクトリア・ムニョス〈ジュディ・レイエス〉）
- 007 ムーンレイカー（コリン〈コリンヌ・クレリー〉）※DVD新録版
- デイ・アフター・トゥモロー
- デイ・ウォッチ
- デトネーター ※テレビ東京版
- DENGEKI 電撃 ※日本テレビ版
- 隣のリッチマン
- トラブル IN ベガス（シャール〈アニー・ポッツ〉）
- 9デイズ（パム）※フジテレビ版
- ナショナル・トレジャー
- ノイズ
- ハービー/機械じかけのキューピッド
- ハウエルズ家のちょっとおかしなお葬式（マーサ）
- バッド・ルーテナント（ジェネヴィエヴ〈ジェニファー・クーリッジ〉）
- パラサイト 半地下の家族（ムングァン〈イ・ジョンウン〉[15][16]）※日本テレビ版
- ハリウッド的殺人事件（オリビア・ロビドー〈グラディス・ナイト〉）
- ハンコック（女性警官）
- Be Cool/ビー・クール
- フィアー・フロム・デプス
- フライト・デスティネーション
- フリーダム・ライターズ（エバ）
- プロメテウス
- ベガスの恋に勝つルール
- 北京ヴァイオリン
- ベスト・キッド
- ベッカムに恋して（バブリー）
- Mr.ズーキーパーの婚活動物園（ケイト〈ロザリオ・ドーソン〉）
- モンスーン・ウェディング
- 歓びを歌にのせて（レーナ）
- ライラにお手あげ（ミランダ〈ミシェル・モナハン〉）
- レジェンド・オブ・アロー ※ソフト版
- 恋愛適齢期（マルチネス医師〈レイチェル・ティコティン〉）
- ワールド・トレード・センター

#### ドラマ
- ウェイバリー通りのウィザードたち（テレサ・ルッソ〈マリア・キャナル・バレーラ〉）
- ヴァンパイア・ダイアリーズ (アレクシア・"レクシー"・ブランソン〈アリエル・ケベル〉）
- NCIS: ニューオーリンズ シーズン2 #3（メラニー・プラット〈スマリー・モンタノ〉）
- NCIS 〜ネイビー犯罪捜査班（レイエス捜査官）
- キリング・イヴ/Killing Eve（エレナ・フェルトン〈カービー・ハウエル＝バプティスト〉）
- グッド・ワイフ2
- クリミナル・マインド7 FBI行動分析課（コリン・バートン）
- グレイズ・アナトミー 恋の解剖学（カリー・トーレス〈サラ・ラミレス〉）
- 恋するアンカーウーマン（ベイビー）
- サード・ウォッチ 第5、6シーズン（レヴィン）
- シークレット・アイドル ハンナ・モンタナ（カレン先生）
- シックス・フィート・アンダー（バネッサ・ディアス）
- SCORPION/スコーピオン（ハッピー・クイン〈ジェイディン・ウォン〉[17]）
- パルス（クルス〈ジャスティナ・マシャド〉）
- 続ハリーズ・ロー 裏通り法律事務所
- ダークエイジ・ロマン 大聖堂
- チャーリー・シーンのハーパー★ボーイズ（バルタ〈コンチャータ・フェレル〉）
- デクスター 〜警察官は殺人鬼（マリア・ラゲルタ〈ローレン・ヴェレス〉）
- テラノバ/Terra Nova（アリシア・ワシントン）
- NUMBERS 天才数学者の事件ファイル（クローディア・ゴメス〈ローレン・ヴェレス〉）
- 根の深い木 〜世宗大王の誓い〜
- パワーレンジャー・ライトスピード・レスキュー（女）
- 犯罪捜査官 アナ・トラヴィス（バーバラ）
- ボルジア家 愛と欲望の教皇一族
- ライ・トゥ・ミー 嘘は真実を語る シーズン1 #2（シーラ・レイク〈アリシア・ラガノ〉）
- レジデント・エイリアン 〜宇宙からの訪問者〜（リヴ〈エリザベス・ボーウェン〉[18]）
- 私はラブ・リーガル3 #10（マーシー・ラローズ）

#### アニメ
- ガーゴイルズ（デモーナ[19] / ドミニク・デスティーヌ）
- クイア・ダック ザ・ムービー（ロージー・オドネル）
- くもりときどきミートボール
- サーフズ・アップ
- シュガー・ラッシュ（タモラ・ジーン・カルホーン軍曹）
- シュガー・ラッシュ:オンライン（タモラ・ジーン・カルホーン軍曹[20]、競売人）
- ズートピア（警察学校の教官[21]）
- スパイダーマン（アンナ・ワトソン）
- スポンジ・ボブ/スクエアパンツ ザ・ムービー
- ドックはおもちゃドクター（ハリー）
- 長ぐつをはいたネコと9つの命[22]
- 百妖譜（許ばあさん）
- マダガスカル
- ランゴ（メイベル）

### シリーズ一覧
1. ↑  『オンライン』、『オフライン』

1. 1 2 3 4 5 6 7  “田村 聖子”.   アーツビジョン. 2024年3月17日閲覧。
2. 1 2  “古代王者恐竜キングDキッズ・アドベンチャー”.   メディア芸術データベース. 2022年1月4日閲覧。
3. 1 2  “古代王者 恐竜キング Dキッズ・アドベンチャー 翼竜伝説”.   メディア芸術データベース. 2022年1月4日閲覧。
4. ↑  “こんにちは アン 〜Before Green Gables”.   日本アニメーション. 2016年6月23日閲覧。
5. ↑  “こんにちは アン before green gables”.   メディア芸術データベース. 2022年1月4日閲覧。
6. ↑  第8話初出
7. ↑  第7話初出
8. ↑  第1話初出
9. ↑  “大型アップデート情報 バージョン5.3”.   ドラゴンクエスト10目覚めし冒険者の広場 (2020年11月10日). 2020年11月10日閲覧。
10. ↑  “ヴェノム”. ふきカエル大作戦!!. (2018年10月16日) 2018年10月16日閲覧。
11. ↑  “ヴェノム：レット・ゼア・ビー・カーネイジ　－日本語吹き替え版”. ふきカエル大作戦!! (2021年12月3日). 2021年12月3日閲覧。
12. ↑  “ヴェノム：ザ・ラスト・ダンス　－日本語吹き替え版”. 吹替キングダム (2024年11月5日). 2024年11月5日閲覧。
13. ↑  “宇宙戦争〜WAR OF THE WORLDS”.   日曜洋画劇場. 2016年7月17日閲覧。
14. ↑  “ジャングル・クルーズ”. ふきカエル大作戦!!. (2021年7月29日) 2021年7月29日閲覧。
15. ↑  “パラサイト 半地下の家族”. 金曜ロードシネマクラブ. 2020年12月18日閲覧。
16. ↑  “パラサイト 半地下の家族 [金曜ロードSHOW！オリジナル吹き替え版]”. ふきカエル大作戦!!. TV放送新録版. 2022年1月4日閲覧。
17. ↑  “キャスト”. SCORPION/スコーピオン.   スーパー!ドラマTV. 2015年4月15日閲覧。
18. ↑  “レジデント・エイリアン 〜宇宙からの訪問者〜”.  WOWOW. 2022年3月15日閲覧。
19. ↑  “ガーゴイルズ”.   メディア芸術データベース. 2022年1月4日閲覧。
20. ↑  “話題のふきカエ シュガー・ラッシュ：オンライン”. ふきカエル大作戦!!. (2018年12月16日) 2018年12月22日閲覧。
21. ↑  “ズートピア”. ふきカエル大作戦!!. 話題のふきカエ. 2022年1月4日閲覧。
22. ↑  “長ぐつをはいたネコと９つの命　－日本語吹き替え版”. ふきカエル大作戦!! (2023年3月28日). 2023年3月29日閲覧。